# Salam Sporting Club Zgharta
Il Salam Sporting Club Zgharta (in arabo نادي السلام الرياضي زغرتا‎?), meglio noto come Salam Zgharta o semplicemente Salam, è una società calcistica libanese con sede nella città di Zgharta.
Fondato nel 1971, il club è sostenuto dai cristiani libanesi a causa della loro alta popolazione nella regione di Zgharta. I colori tradizionali della squadra sono il rosso e nero. Nel 2014 vinsero la Coppa del Libano, il loro unico trofeo fino ad oggi.

## Palmarès

### Competizioni nazionali
- Coppa del Libano: 1

2013-2014
- Seconda Divisione: 1

2012-2013 (girone A)

### Altri piazzamenti
- Campionato libanese:

Secondo posto: 2016-2017

## Tifoseria

### Gemellaggi e rivalità
Il Salam Zgharta contesta il "Derby del Nord" con il Tripoli, poiché entrambi si trovano nella stessa zona.